# M 528
M 528 war ein im Ersten Weltkrieg für die Kaiserliche Marine als M 28 gebautes und in Dienst gestelltes Minensuchboot, das später auch in der Reichsmarine und der Kriegsmarine sowie im Deutschen Minenräumdienst zum Einsatz kam. Zwischen 1929 und 1940 trug das Boot den Namen Pelikan.

## Bau und technische Daten
Das Boot vom Typ Minensuchboot 1915 lief am 6. Mai 1916 auf der Neptun Werft in Rostock vom Stapel und wurde am 24. Juni 1916 als Minensuchboot M 28 in Dienst gestellt. Es war 58,20 m lang und 7,30 m breit, hatten 2,25 m Tiefgang und eine Konstruktionsverdrängung von 480 t. M 27 bis M 42 waren mit zwei 10,5-cm-Geschützen L/45 bewaffnet. Bis zu 30 Minen konnten mitgeführt werden. Zwei Verbunddampfmaschinen mit dreifacher Dampfdehnung und 1800 PSw ermöglichten eine Höchstgeschwindigkeit von 16,5 Knoten. M 28 hatte bei 14 Knoten Marschgeschwindigkeit einen Aktionsradius von 2000 Seemeilen.

## Laufbahn
Das Boot diente in der Kaiserlichen Marine im Minensuch- und Geleitdienst und nach Kriegsende in der Reichsmarine wiederum im Minensuch- und -räumdienst. Im September 1927 wurde es nach entsprechendem Umbau als Versuchsschiff dem Sperrversuchskommando (SVK) in Kiel-Wik zugeteilt und dann am 11. März 1929 in Pelikan umbenannt.
Beim deutschen Angriffskrieg gegen Polen ab 1. September 1939 war die Pelikan, gemeinsam mit den vier anderen Versuchsbooten des Sperrversuchskommandos (Arkona, Nautilus, Otto Braun und Sundevall), Teil der Marinestreitkräfte, die unter Kapitän zur See Friedrich Ruge, dem Führer der Minensuchboote Ost, in der Danziger Bucht Minensuch- und Sicherungsaufgaben durchführten. Am 19. September war das Boot dann – gemeinsam mit den Booten M 3, M 4, Nettelbeck, Fuchs, Sundevall, Otto Braun, Arkona, Nautilus und Drache und dem Linienschiff Schleswig-Holstein – an der Beschießung der polnischen Stellungen bei Gdingen (Oxhöfter Kämpe, Ostrowogrund und Hexengrund) beteiligt, die erst dann von Heeressoldaten erobert werden konnten.
Als die Kriegsmarine im April 1940 jedes verfügbare Schiff benötigte, um die deutschen Invasionstruppen beim Unternehmen Weserübung nach Norwegen und Dänemark zu transportieren, gehörte die Pelikan zur Kriegsschiffsgruppe 7, die von Kiel aus am Morgen des 9. April die dänischen Fährhäfen Nyborg auf Fünen und Korsör auf Seeland besetzte. Die Kriegsschiffsgruppe 7 bestand aus dem Linienschiff Schleswig-Holstein, deren Kommandant, Kapitän zur See Gustav Kleikamp, die Gruppe befehligte, den drei Versuchsbooten Claus von Bevern, Nautilus und Pelikan, den Transportern Campinas (4541 BRT) und Cordoba (4611 BRT), zwei Schleppern sowie der B.S.O.-Schulflottille mit sechs umgerüsteten Fischdampfern.
Da die Kriegsmarine im Juni 1940 das 3264 BRT Kühlschiff Pelikan der Afrikanischen Frucht-Compagnie (Muttergesellschaft  F. Laeisz) als Torpedoklarmachschiff beim Torpedoerprobungskommando in Kiel in Dienst gestellt hatte, wurde das weiterhin beim SVK verbleibende Boot, um Verwechslungen zu vermeiden, am 1. Oktober 1940 umbenannt in M 528. Im März 1945 wurde das Boot mit den anderen verbliebenen Schwesterbooten zur neuformierten 40. Minensuchflottille in Skagen zusammengefasst, die im Skagerrak und Kattegat Geleit- und Sicherungsdienst durchführte.
Nach Kriegsende wurde die 40. Minensuchflottille mit M 528 vom 27. Juli 1945 bis Oktober 1947 der in Kopenhagen stationierten und für die dänischen Gewässer zuständigen 3. Minenräumdivision des Deutschen Minenräumdienstes unterstellt. Nach Beendigung dieser Aufgabe wurde das Boot am 28. Oktober 1947 als US-amerikanische Kriegsbeute dem Office of Military Government for Germany (OMGUS) übergeben. Danach wurde es bis September 1949 als Wohnschiff bei der Seebeck-Werft in Bremerhaven genutzt und schließlich 1950 abgebrochen.